# 배터시 (영국 의회 선거구)
배터시 (Battersea)는 영국 의회의 하원에서 지역을 대표하는 그레이터런던 원즈워스구의 선거구이다. 2017년부터 노동당의 마샤 드 코도바가 지역구 의원을 맡고 있다.
1885년 처음 신설되어 1918년 배터시노스와 배터시사우스로 분구되었다가, 1983년 두 선거구를 병합하여 지금에 이른다. 지역구 부활 이후 첫 선거인 1983년 총선에서는 집권여당이 초강세였던 전국 결과와는 달리 노동당 후보가 당선되었으나, 다음 선거인 1987년 총선부터 2015년 총선까지는 전국 결과에서 승리한 정당이 이 지역구에서도 승리하였다.
2016년 유럽연합 탈퇴 국민투표에서는 잔류 표가 약 77%로 집계되어, 당시 보수당 지역구 중에서는 가장 높은 잔류 지지세를 보였다.

## 경계
1885년~1918년: 배터시교구의 제2워드와 제3와드, 제4워드 일부 (남쪽으로는 배터시라이즈, 동쪽으로는 세인트존스로드까지).
1983년~2010년: 원즈워스구 볼햄, 페어필드, 래치미어, 노스코트, 퀸스타운, 세인트존, 세인트메리파크, 섀프츠베리 워드
세인트존 워드는 2002년 원즈워스 구의회 선거부터 폐지되어, 차기 총선인 2005년 총선부터 관할 워드에서 빠지게 되었다.
해당 총선부터는 원즈워스타운의 일부 지역 (대부분 투팅 선거구 소속)과 페어필드 대부분 (일부는 퍼트니 선거구 소속)을 관할 구역으로 추가하게 되었다.
2010년~현재: 원즈워스구 볼햄, 페어필드, 래치미어, 노스코트, 퀸스타운, 세인트메리파크, 섀프츠베리 워드
런던 템스강 이남 원즈워스구의 북동부 1/3에 해당되는 지역구이다. 1983년 신설 이후 경계 변동으로 원즈워스 시내가 속하게 되었으며, 강 건너편의 첼시 지역처럼 템스강이 런던 중심부를 통과하기 전에 면해있는 지역에 해당된다.
축제와 공연이 자주 열리는 배터시 대공원, 템스 강변과 런던 헬리포트를 비롯하여 배터시 구역 전체가 들어간 선거구이며, 동쪽으로 나인엘름스 지역까지 포괄하고 있다. 배터시 공원 주변 동네로는 퀸스타운 일대, 배터시타운 대부분 지역이 해당되며, 서쪽으로는 원즈워스 동네 대부분이 해당되어 템스강변, 원즈워스 타운홀, 이스트힐까지 포괄한다. 남쪽으로는 원즈워스 공유지와 클래펌 공유지 사이의 밸럼 워드 전체와 밸럼 동쪽 끝동네까지 해당된다. 밸럼의 서쪽 지역은 1983년 선거구 통합 당시 투팅 선거구 관할구역으로 넘어갔다.

## 지역구 정보
런던 남부의 주거 지역이자 다민족 도심 지역인 배터시는 클래펌 공유지의 절반 면적과 더불어 밸럼, 원즈워스 일부 지역을 포괄하고 있다. 지역의 상징인 배터시 화력발전소와 함께 나인엘름스와 패트모어 주택단지도 속해 있다. 이 동네에 우뚝 서 있는 배터시 발전소와 함께 클래펌 정션은 철도 환승로로는 영국에서 가장 큰 규모로 남아 있다.
지난 25년간 배터시 선거구의 인구와 사회적 변화는 통근자의 유입 덕에 극적인 변화를 보였다. 영국 통계청의 2011년 총인구조사 통계에 따르면 대학교 학사를 갖춘 시민의 비율이 57.4%로, 잉글랜드 웨일스에서 가장 높은 것으로 조사되었다. 또한 전체 주민 5명 중 1명이 관련 전문직 및 기술직에 종사하는 것으로 알려져 있다.
1987년부터 2015년 총선까지 배터시 선거구에서 승리한 정당은 전국선거에서도 승리하는 기록을 세워, 민심을 대변하는 지역구로 불리었다.

## 역사

### 주요 사건

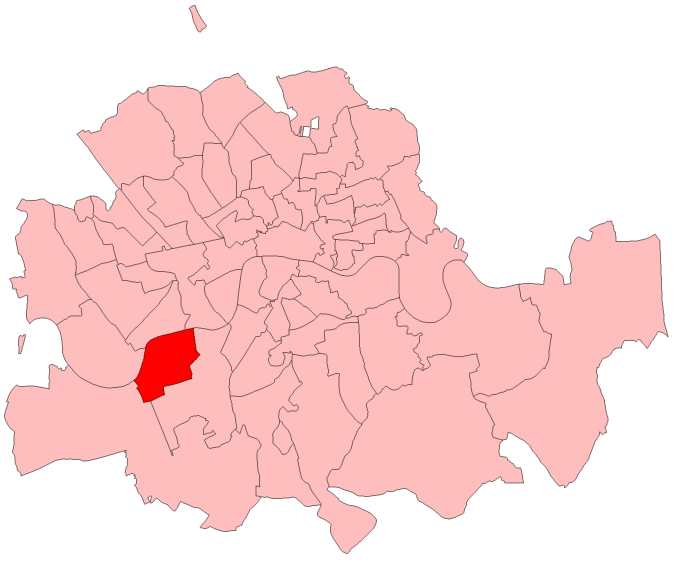
1885년~1918년 배터시 지역구 경계

1885년 의석재분배법에서는 배터시 선거구의 경계를 다음과 같이 정의하였다.
- 배터시 교구 제2워드,
- 배터시 교구 제3워드,
- 배터시 교구 제4워드 내에서, 북쪽 경계를 배터시라이즈 중심가를 따라 삼고, 서쪽 경계를 세인트존스로드 중심가를 따라 삼은 대부분 지역"[8]

1885년 처음 신설되었으며, 1892년부터 1918년까지는 노동조합 지도자로 활동했던 존 번스가 지역구 의원으로 있었다. 존 번스는 1905년부터 1914년까지 자유당의 헨리 캠벨배너먼 내각과 H. H. 애스퀴스 내각에서 장관으로 임명되었다.
1918년 다음의 두 지역구로 분할되었다.
- 배터시노스 (Battersea North) - 배터시 화력발전소와 나인엘름스의 철도 공사에 참여하는 노동자들의 주택단지가 늘어선 지역이었다.[9] 보수당 의원이 당선된 사례는 1931년 총선이 유일했고, 줄곧 노동당이 차지하였다.
- 배터시사우스 (Battersea South) - 소득분포에서 중위권에 해당되는 중산층 거주지역으로 보수당 의원의 집권기는 38년에 달했다. 1959년부터 1964년까지 마지막으로 보수당이 가져갔다가 이후 노동당에게 넘어갔다. 1970년과 1979년 보수당 집권에도 노동당이 차지하였다.

두 지역구는 1983년 총선부터 하나의 지역구로 통합되었다. 다만 배터시사우스 지역구의 일부 지역이 투팅 지역구로 넘어갔다. 1983년 총선에서는 배터시사우스 지역구의원을 맡고 있던 노동당의 알프 더브스가 승리하였다. 다음 선거인 1987년, 1992년 총선에서는 보수당의 존 보위스가 당선되었으며, 1997년 총선에서 노동당의 마틴 린턴이 다시 탈환하여 2010년까지 지역구 의원으로 있었다.

### 기타 일화
2001년 총선에서는 T. E. 바버라는 후보가 "뜬끔없는 과일 없앱시당" (No Fruit out of context party)라는 당명을 들고 출마하여 이목을 끌었다. 바버 후보는 멀쩡한 음식에 과일을 끼얹는 범죄 행위, 그 중에서도 특히 파인애플 피자를 없애버리자는 공약을 제시하였다.
배터시노스 선거구는 단일화 협약으로 공산당 의원이 당선된 전력이 있는 런던의 두 지역구 중 하나였다. 1922년 총선에서 당선된 샤르푸리 사클라트발라 의원이 그 주인공으로, 1929년까지 지역구 의원으로 남았다. 인도 출신의 부유한 귀족이었던 그는 역사상 전국단위 의회에 진출한 공산당 의원 5인 중 한 명이자, 소수민족 출신 좌파 의원으로는 세 번째 사례로 기록되었다.

## 역대 국회의원
| 첫 당선                                   | 첫 당선       | 의원                 | 정당          |
| ----------------------------------------- | ------------- | -------------------- | ------------- |
|                                           | 1885년        | 옥타비어스 보건 모건 | 자유당        |
|                                           | 1892년        | 존 번스              | 무소속 노동당 |
|                                           | 1895년 (신당) | 존 번스              | 자유당-노동당 |
| (1918년~1983년: 배터시노스·사우스로 분구) |               |                      |               |
|                                           | 1983년        | 알프 더브스          | 노동당        |
|                                           | 1987년        | 존 보위스            | 보수당        |
|                                           | 1997년        | 마틴 린턴            | 노동당        |
|                                           | 2010년        | 제인 엘리슨          | 보수당        |
|                                           | 2017년        | 마샤 드 코도바       | 노동당        |

## 선거

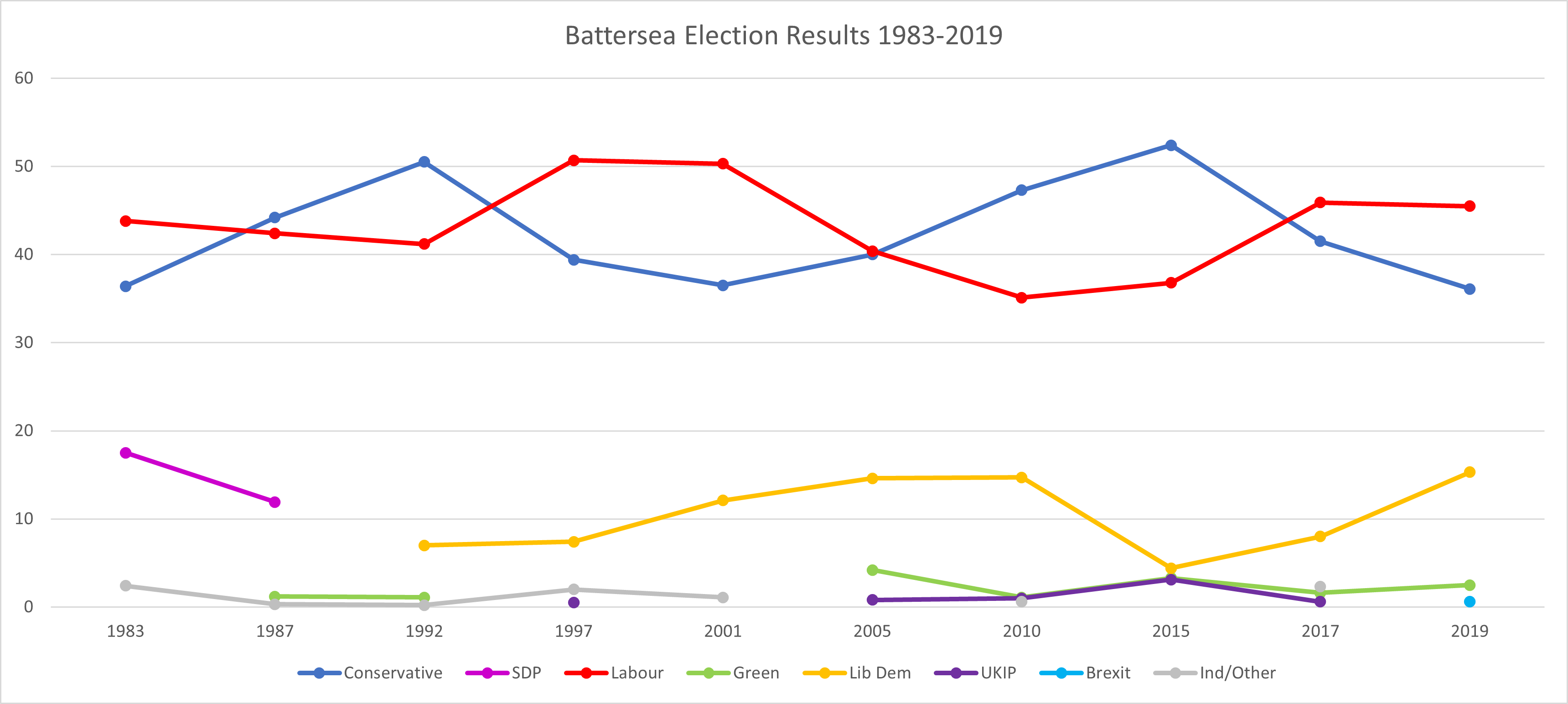
역대 선거 추이

### 2010년대
| 선거                                                       | 선거 결과 | 선거 결과                                           | 후보            | 후보           | 정당   | 득표   | %    | ±%   |
| ---------------------------------------------------------- | --------- | --------------------------------------------------- | --------------- | -------------- | ------ | ------ | ---- | ---- |
| 2019년 총선 유권자수: 79,309 투표수: 59,977 (75.6%) (+4.6) |           | 노동당 유지 과반 득표: 5,668 (9.5%) +5.0 +2.5% 선회 |                 | 마샤 드 코도바 | 노동당 | 27,290 | 45.5 | -0.4 |
| 2019년 총선 유권자수: 79,309 투표수: 59,977 (75.6%) (+4.6) |           | 노동당 유지 과반 득표: 5,668 (9.5%) +5.0 +2.5% 선회 | 킴 캐디         | 보수당         | 21,622 | 36.1   | -5.4 |      |
| 2019년 총선 유권자수: 79,309 투표수: 59,977 (75.6%) (+4.6) |           | 노동당 유지 과반 득표: 5,668 (9.5%) +5.0 +2.5% 선회 | 마크 깃셤       | 자유민주당     | 9,150  | 15.3   | +7.3 |      |
| 2019년 총선 유권자수: 79,309 투표수: 59,977 (75.6%) (+4.6) |           | 노동당 유지 과반 득표: 5,668 (9.5%) +5.0 +2.5% 선회 | 루이스 데이비스 | 녹색당         | 1,529  | 2.5    | +0.9 |      |
| 2019년 총선 유권자수: 79,309 투표수: 59,977 (75.6%) (+4.6) |           | 노동당 유지 과반 득표: 5,668 (9.5%) +5.0 +2.5% 선회 | 제이크 토머스   | 브렉시트당     | 386    | 0.6    | 신   |      |